# Dawid Nitschmann (1703–1779)
Dawid Nitschmann Syndikus, Dawid Nitschmann III (ur. 20 września 1703 w Suchodole, zm. 28 marca 1779 w Zeist) – duchowny i misjonarz braci morawskich
Wywodził się ze środowiska braci czeskich prześladowanych w Czechach, którzy na początku XVIII wieku wyemigrowali do Saksonii. Był synem Georga Nitschmanna i Judity Schneiderovej.
Po ucieczce z Moraw osiadł w Herrnhut, gdzie związał się z miejscową wspólnotą braci morawskich.
Od 1738 roku prowadził misję braci morawskich na Cejlonie.